# Théâtre de la Renaissance (Oullins)
 (août 2014).
Si vous disposez d'ouvrages ou d'articles de référence ou si vous connaissez des sites web de qualité traitant du thème abordé ici, merci de compléter l'article en donnant les références utiles à sa vérifiabilité et en les liant à la section « Notes et références ».
Le Théâtre de La Renaissance est une salle de théâtre à Oullins-Pierre-Bénite. Il a ouvert ses portes en 1982. D'abord scène conventionnée pour le théâtre musical de 2003 à 2018, c'est depuis 2019 une Scène Conventionnée d'Intérêt National, Art et Création, pour le théâtre et la musique.

## Présentation
Théâtre de la ville d’Oullins-Pierre-Bénite (69), scène publique de la métropole de Lyon, le Théâtre de La Renaissance occupe une place singulière et importante dans l'agglomération lyonnaise. Le théâtre est « Scène conventionnée pour le théâtre et la musique » depuis 2003. Une convention quadriennale est signée avec l’État, la Région Rhône-Alpes et la Ville d’Oullins-Pierre-Bénite. 
Le Théâtre de La Renaissance propose à son public une programmation éclectique et diversifiée autour des deux arts pour lesquels il est missionné. Il soutient la création par des apports en coproduction et des résidences d’artistes aux projets qui s’intéressent au théâtre et à la musique et/ou aux croisements de ces deux arts. Il occupe une place prépondérante dans le domaine du théâtre musical sur le territoire métropolitain, régional, voire national.
Son implantation géographique le met au cœur de la nouvelle métropole. Le pôle multimodal de la Gare d’Oullins (métro - ligne B, trains de banlieue, bus, nombreux parkings) lui confère une très grande accessibilité 
Trois espaces de travail permettent de faire coïncider quasi simultanément plusieurs événements :
La Grande Salle (390 places) est le lieu principal pour la diffusion des œuvres accueillies. Hors temps de ces représentations, son grand plateau est mis à la disposition d’équipes artistiques; elle est principalement réservée aux grandes formes.
La Petite Salle (136 places) est idéale pour la présentation de petites formes théâtrales et musicales. Elle accueille aussi des conférences et permet la tenue de réunion professionnelle.
Le Bac à Traille qui est situé à cinq minutes de marche du théâtre et trois minutes du métro, comporte un espace de travail à l’identique d’un grand plateau et peut recevoir un petit gradin permettant d’assoir une centaine de personnes. On y trouve aussi un grand espace de stockage ou de construction, des loges récemment refaites, des espaces bureaux, une cuisine, tous les sanitaires nécessaires à une résidence.

## Historique
En 1982, Oullins est la commune la plus importante du Sud-Ouest de la Communauté urbaine de Lyon avec 27 300 habitants. 
Cette ville a connu une forte industrialisation. Dès la première moitié du XXe siècle se sont implantées des tanneries, des verreries, des imprimeries et surtout des ateliers de chemins de fer sous l'impulsion de Clément Désormes. Cette activité longtemps prédominante était néanmoins sensible aux crises économiques et aux conflits sociaux ; les ateliers d'Oullins furent à la pointe du syndicalisme et ce sont les coopératives de cheminots qui construisirent la Maison du Peuple. 
En 1980, la mairie décide d'aménager un théâtre dans cette Maison du Peuple aussi appelé Salle des Fêtes municipale. L'ossature du bâtiment original est conservée. 
Le 7 mai 1982, Roland Bernard, maire d'Oullins et initiateur de ce projet, inaugure le Théâtre de La Renaissance et en confie la direction à Pierre Moutarde.
Quatre objectifs sont définis : 
- Donner aux habitants d'Oullins le moyen de se distraire et de se cultiver sans aller à la ville-centre (Lyon)
- Aider et soutenir la création théâtrale et musicale
- Apporter une attention significative au public scolaire
- Transformer Oullins en un pôle d'attraction culturel du Sud-Ouest de l'agglomération lyonnaise
La gestion du Théâtre est d'abord assurée par une association loi 1901 qui sera présidée successivement par Pierre Dardun et Danielle Comtet. 
Directions successives et évolutions
- De 1982 à 1988 : Pierre Moutarde met en place un projet "Théâtre & Musique" avec une place prépondérante à la musique vocale. La petite salle du théâtre est baptisée Espace musical et se veut le lieu de la représentation de toutes les formes de musique : jazz, rock, blues, musique contemporaine, classique, variétés... La création est très vite le crédo du théâtre et représente par saison un tiers des spectacles. En octobre 1982 débute une programmation de Conférences avec films. En 1984, La Renaissance devient également cinéma d'Art et d'Essai.
- De 1988 à 1991 : Joëlle Lejean, alors assistante de Pierre Moutarde, prend la direction du théâtre. Elle poursuit la politique artistique engagée et la complète par des résidences d'artistes (Compagnie Mongin Algan, Quator Ravel ...). Elle crée le Festival des Voix de la Méditerranée et donne au lieu une nouvelle spécificité: la programmation de musiques du monde.
- De 1991 à 1999 : Laurent Darcueil reste fidèle à la ligne directrice théâtre et musique. Il impulse une montée en puissance du projet artistique comme de la reconnaissance institutionnelle. Une résidence avec la Compagnie Lhoré Dana durera sept ans tandis que la résidence avec le Quator Ravel se poursuit. Le partenariat avec le Grame et Musiques en Scène se met en place. Naissance de deux nouveaux festivals : Théâtre en jeux dans lequel apparaissent les notions de transdisciplinarités, de "spectacles frontières", et le Festival des Cinémas du Monde arabe, écho cinématographique au Festival des Voix de la Méditerranée.
- En 1999, le hall d’accueil, les accès aux salles et les locaux administratifs font l’objet d’un agrandissement et d'une rénovation. Les travaux se tiennent durant toute la saison 1998-1999 qui a été maintenue non sans difficultés "hors les murs".
- De 1999 à 2002 : Michel Thion propose un projet artistique qui accentue la création contemporaine notamment dans le domaine musical. L'aide à la création et les résidences se renforcent : en théâtre, la compagnie Anonyme dirigée par Richard Brunel s'installe pour trois saisons, et en musique, c'est la Compagnie le Grain dirigée par Christine Dormoy.
- De 2002 à 2008 : Étienne Paoli et Jean Lacornerie forment pour la première fois dans l'histoire de La Renaissance un tandem directeur/metteur en scène. Ensemble ils installent un projet singulier. Théâtre musical, opéra, comédie musicale, revue, opérette...toutes les musiques (classiques, baroques, jazz, contemporaines, actuelles...) et les croisements les plus originaux avec le théâtre sont recherchés. Une nouvelle compagnie s'installe en résidence : la Boulangerie dirigée par Camille Germser. En décembre 2009 est créé le Festival Tempo Cabaret. La présence d'un artiste à la tête de la structure ancre fortement la création artistique au cœur du projet.
- En 2003, le théâtre change de statut; le Théâtre de La Renaissance devient Régie autonome personnalisée le 27 février 2003. Le nouveau Conseil d'administration comprend cinq élus et quatre personnalités qualifiées.
- En 2006, un troisième lieu pour La Renaissance est inauguré. La Ville d’Oullins rachète en 2003 une église désacralisée pour transformer les 300m2 utiles du bâtiment en lieu de répétition pour le Théâtre de La Renaissance. Implanté dans le quartier de La Saulaie classé en zone prioritaire, on nomme ce nouvel espace Le Bac à Traille, en souvenir d’un service de traversée du Rhône tout proche. Il est situé à cinq minutes de marche du théâtre. Le Bac à Traille est utilisé régulièrement par les compagnies en résidence à la Renaissance et par celles qui ont besoin d'espace de travail. Mise en place d'actions, ateliers, stages, présentation de spectacles, partenariats avec les associations locales visent aussi à tisser des liens avec la population dans le cadre d'un projet d'élargissement du public et de cohésion sociale.
- De 2008 à 2011 : Jean Lacornerie prend seul la direction de La Renaissance (départ à la retraite d'Etienne Paoli). Il nomme Martine Langlois comme directrice adjointe. Le projet en place est poursuivi, caractérisé par une collaboration fidèle avec l'Opéra de Lyon et de très importantes créations mises en scène par Jean Lacornerie. Sa version de Lady in the dark est nommé aux Molières 2009. Une nouvelle résidence musicale commence avec Les Nouveaux caractères et Sébastien d'Hérin. Un cycle de débats "Consonances" se met en place avec le Musée des Confluences.
- De 2011 à 2013 : Roland Auzet, metteur en scène, compositeur, percussionniste, s'inscrit dans une fidélité aux fondamentaux de ce théâtre revisités par la perspective d'une dynamique nouvelle induite par la reconnaissance des mutations des écritures théâtrales et musicales. Il élargit son projet à d'autres langages artistiques, cirque, vidéo, multimédia... Il invite Samuel Sighicelli pour une résidence triennale et s'entoure d'artistes associé : Bonnafé, Melquiot, Rigal, Jisse... La Renaissance devient lieu de production. Sept spectacles sont créés durant son mandat qui décidera aussi de l'abandon de l'activité "Cinéma d'Art et d'Essai". Roland Auzet envisage de créer une maitrise dans le quartier de la Saulaie et un ensemble instrumental permanent, mais ce projet ne verra jamais le jour.
- De 2014 à 2023, Gérard Lecointe, encore directeur artistique des Percussions Claviers de Lyon, musicien, compositeur et arrangeur, est nommé à la direction du théâtre. Il se donne comme mission de conforter et développer ce pôle d'excellence musical et théâtral. Pour autant, affirmant son choix d’un mélange des genres, il veut ouvrir la programmation à l’éclectisme. Originalité, plaisir, créativité sont ses mots et ses valeurs. Il veut résoudre le paradoxe entre l’exigence artistique et la nécessité de séduire un large public en structurant une action dans le temps en faveur d’un programme mêlant habilement répertoire et création, œuvres savantes et divertissantes. La coproduction de spectacles musicaux fondés sur la rencontre du théâtre et de la musique, spectacles destinés aux adultes comme aux enfants et susceptibles d’enrichir la vie musicale en France et au-delà se poursuit; et ceci sans exclusive de style, opéra de chambre, opérette, comédie musicale, spectacle musical contemporain… Avec les Percussions Claviers de Lyon il crée Batèches (2015), Vingt mille lieues sous les mers (2016), Mille et Une (2017), Calamity and Billy (2018). Avec Emmanuelle Prager il crée la compagnie Le piano dans l'herbe et produit une version musicale de Sans famille (2018). Sous son impulsion et celle de son ami Jean Lacornerie devenu directeur du Théâtre de La Croix Rousse à Lyon, des projets de coproductions entre les deux établissements publics se mettent en place. Ensemble ils créent une version française de The Pajama Game (2019-2022) et de Woman Of The Year (2023).
- Depuis janvier 2024, Hugo Frison, ingénieur de formation, diplômé de l’ENSATT en direction technique et féru de musique est nommé à la direction du Théâtre de La Renaissance[1]. Il souhaite inscrire son projet dans l’histoire du lieu dont l’identité théâtre et musique est affirmée depuis sa création en 1982, tout en proposant des espaces d’ouverture disciplinaire en lien avec de nouveaux partenaires culturels.

## Partenaires publics et institutionnels
Le Théâtre de la Renaissance est historiquement soutenu par : 
- La Ville d'Oullins-Pierre-Bénite
- Le Ministère de la culture / Drac Rhône-Alpes
- La Région Auvergne-Rhône-Alpes
- La Métropole de Lyon / Le Grand Lyon
- L'Office Nationale Diffusion Artistique

## Labels et reconnaissances institutionnelles
- Contrat Musiques Nouvelles / Ministère de la Culture / 1993-1995
- Pôle d’Éducation artistique / Ministère de la Culture et Ministère de l’Éducation Nationale / 1993
- Théâtre missionné / Ministère de la Culture / 1996-1998
- Scène Rhône-Alpes / Région Rhône-Alpes / depuis 2005
- Scène conventionnée théâtre et musique / Convention quadripartite Ville d'Oullins / État / Région / Théâtre de la Renaissance de 2003 à 2018
- Scène conventionnée d'intérêt national, art et création, pour le théâtre et la musique depuis 2019

## Quelques chiffres
- entre 30 et 33 000 spectateurs par saison
- entre 30 et 35 spectacles par saison
- Entre 100 et 120 levers de rideau par saison
- 30 % du public vient d'Oullins
- 60 % du public vient de la Métropole de Lyon
- 10 % du public vient du reste de la région

## Quelques créations
Cheek to Cheek [2007] / Music'Hall Contemporain
Compagnie la Boulangerie / Mise en scène Camille Germser
Production La Renaissance, Relais culturel Château Rouge, Annemass
Les Folies d'Offenbach [2007] / Opérette
Soliste de Lyon, Percussions Clavier de Lyon
Direction Bernard Tétu
Arrangement Gérard Lecointe / Mise en scène Jean Lacornerie
Production La Renaissance, Solistes de Lyon-Bernard Tétu, Percussions Claviers de Lyon, Cie Ecuador 
Lady in the Dark [2008] / Comédie musicale / Nommé aux Molières 2009 pour le Molière du spectacle musical
De Kurt Weill / Direction musicale Scott Stroman / Mise en scène Jean Lacornerie
Production Opéra national de Lyon, La Renaissance Oullins Grand Lyon, Opéra de Rennes, ARCADI (Action Régionale pour la Création Artistique et la Diffusion en Ile-de-France), Cie Ecuador ; en coproduction avec l'Orchestre des Pays de Savoie 
Les Muses [2009] / Théâtre Glamrock
Compagnie La Boulangerie / Mise en scène Emmanuel Daumas et Camille Germser
Production La Renaissance Oullins Grand Lyon, Châteaurouge, Annemasse, Cie La Boulangerie 
Le Tribun [2009] / Théâtre musical
De Mauricio Kagel
Ensemble 2E2M / Direction Pierre Roullier / Mise en scène Jean Lacornerie
Production Ensemble 2E2M,Le Réseau Théâtre, Ecuador en coréalisation avec L'Athénée- Louis Jouvet et La Renaissance.
Les Ogres [2010] / Théâtre musical
Mise en scène Christiane Véricel
Production Image Aigüe Compagnie, Christiane Véricel, Théâtre la Renaissance - Oullins Grand Lyon
Cendrillon [2012] / Spectacle musical
Conception et mise en scène Emmanuelle Prager / Musique et Direction musicale Gérard Lecointe
Production Cie Alma Parens, Théâtre de la Renaissance
Steve five [2014] / Opéra de chambre
Livret Fabrice Melquiot / Musique et Mise en scène Roland Auzet / Direction musicale Philippe Forget
Production Opéra de Lyon, Théâtre de la Renaissance, Coproduction  Opéra-Théâtre de Limoges, l’Ircam-Centre Pompidou, Act-Opus/Compagnie Roland Auzet
Vingt mille lieues sous les mers [2015] / Spectacle musical
D’après Jules Verne sur des musiques de Debussy, Saint Saëns, Dukas, Roussel
Adaptation et mise en scène Emmanuelle Prager / Transcriptions et direction musicale Gérard Lecointe
Production Percussions Claviers de Lyon, Coproduction, Théâtre de la Renaissance
Tartuffe [2016] / Théâtre
De Molière, mise en scène Eric Massé
Production Cie des Lumas, Coproduction, Théâtre de la Renaissance, Comédie de Valence, Scène Nationale 61, Comédie de Picardie, Théâtre de Cusset, Théâtre du parc
Mille et une [2016] / Spectacle musical
Conception, mise en scène Abdel sefsaf / Musique Patrick Burgan
Textes de Jérôme Richer, Marion Guerrero, Marion Aubert, Rémy de Vos
Production Percussions Claviers de Lyon, Coproduction, Théâtre de la Renaissance
Sans famille [2018] / Spectacle musical
D’après Hector Malot / Musique Jules Massenet
Adaptation, mise en scène, réalisation vidéo Emmanuelle Prager / Transcription, direction musicale Gérard Lecointe
Production Le Piano dans l’herbe. Coproduction : Théâtre de La Renaissance, Comédie de Picardie.
The Pajama Game [2019] / Comédie musicale
Livret George Abbott, Richard Bissell / Musique, chansons Richard Adler, Jerry Ross
Direction musicale, arrangements Gérard Lecointe / Mise en scène Jean Lacornerie, Raphaël Cottin
Coproduction : Opéra de Lyon, Théâtre de la Croix-Rousse, Théâtre de La Renaissance, Angers Nantes Opéra.
Woman Of The Year [2023] / Comédie musicale
Livret Peter Stone / Chansons Fred Ebb / Musique John Kander
Direction musicale, arrangements Gérard Lecointe / Mise en scène Jean Lacornerie / Chorégraphie Raphaël Cottin
Production Mahagonny-Cie. Coproduction Théâtre de La Renaissance – Oullins Lyon Métropole, Théâtre Scène nationale de Saint-Nazaire, Château Rouge – Annemasse, ACB Scène nationale – Bar-le-Duc, L’Azimut – Antony Châtenay-Malabry.

## Les salles
- La Grande Salle [numérotée] - 390 places
- La Petite Salle [modulable] - 136 places
- Le Bac à Traille [modulable] - 80 places

## Accessibilité
Ce site est desservi par les transports en commun lyonnais :
- Arrêt Gare d’Oullins
- C7 Arrêt Orsel
- C10 Arrêt Orsel
- Arrêts Gare d’Oullins
- Arrêt Orsel

Vélo'v : station Gare d’Oullins.

## Les compagnies en résidence
- Compagnie Image Aigüe

- Compagnie La Boulangerie (2007 - 2009)

- L'Ensemble Les Nouveaux Caractères (2010)
- Les Percussions Claviers de Lyon (2014 - 2018)
- Eric Massé, Cie des Lumas (2015 - 2018)